# Karol Skřipský
Karol Skřipský (15. července 1908 Brno – 10. března 1993 Urdorf, Švýcarsko) byl slovenský dokumentarista a fotograf, který výrazně zasáhl do vývinu etnografického dokumentárního filmu na Slovensku.
Karol Skřipský byl již od mládí fascinován horami a přírodou. Od konce dvacátých let často navštěvoval i Slovensko a pohoří jako Vysoké Tatry a Malou Fatru. V roce 1932 se jako jako čtyřiadvacetiletý přestěhoval do obce Štefanová ve Vrátné dolině, kde postavil a provozoval horský hotel. Zde se začala jeho intenzivní fotografická činnost a do povědomí fotografické veřejnosti vstoupil v roce 1938 výstavou v brněnském muzeu.

## Začátky
Karol Skřipský debutoval v roce 1947 krátkometrážním reportážním snímkem Zletová predohra v Tatrách. O rok později se mu podařilo navzdory období schematismu natočit film Oživená hlína, který lze označit jako předchůdce filmů o umění. Prolíná se v něm etnografické téma tradiční modřanské keramiky s pokusem o zachycení tvorby Ferdiše Kostky. Přestože část autorů non-fiction produkce později přešla k hranému filmu, pro Karla Skřipského se dokument stal doménou a v roce 1954 natočil celovečerní populárně vědecký film o tatranské flóře Kvety Tater. V roce 1957 byl založen Krátký film, v jehož rámci vzniklo i Studio populárně vědeckých filmů a jeho vedoucím se stal Karol Skřipský. Tato situace měla kladný dopad na non-fiction tvorbu a podnítila i vznik etnografického dokumentu, kterému se Skřipský věnoval.

## Etnografický dokument
Důležitou snímkem byla Píseň barev a tvarů (1960), zejména kvůli Skřipského spolupráci s další důležitou postavou etnografického dokumentu na Slovensku, Martinem Slivkou. Film klade důraz na emocionální působení a vyzdvihuje estetické hodnoty lidové tvorby bez stop populárně vědeckého výkladu. V dalších dílech jako Stvořitelé (1964) a Obyčejné dřevo (1964) zaznamenává tradiční řemesla a přináší obraz jednoty člověka a práce. Ve filmu Žiarske rekviem (1966) spojuje smutek nad smrtí s obdivem ke způsobu života, který navzdory nepříznivé situaci uchovává základní mravní hodnoty. O rok později natáčí dílo Sena na Doščanke (1967), kterému dominuje charakter podtatranského kraje, mentalita lidí, ale i těžké sociální podmínky. Za jeho vrcholné dílo se považuje film Čtyři dny Ľudovíta Čonka z roku 1967. Je to portrét člověka, který žije uprostřed opuštěné východoslovenské nížiny. Ve filmu se neodehrává žádné velké drama, dominuje mu rytmus lidské existence a plynutí času. Vyzdvihuje spjatost člověka s přírodou a snímek tak navazuje na linii dokumentárních filmů Roberta Flahertyho.

## Politický dokument
Prostřednictvím filmů o Slovenském národním povstání se Skřipský dotkl i tématu aktuálního politického dokumentu. Natočil filmy Žijem (1964) a Příběhy z Roháčů (1965). Tyto filmy vycházejí z prostoty výrazu, bez estetického a lidského patetizování evokují situaci z válečné doby.

## Charakteristika tvorby
Karol Skřipský se vyprofiloval jako tvůrce autorských filmů – byl scenáristou, kameramanem a režisérem, což mu umožňovalo rozvíjet vlastní originální poetiku. Pro jeho díla je příznačný výtvarně komponovaný záběr s harmonickou kompozicí velkých jednobarevných ploch, s pečlivě vyváženými hmotami, vzdálený jakémukoliv náznaku reportážní neuzavřenosti, dynamičnosti. U Skřipského způsobu natáčení často dominovalo okouzlení obrazově vděčnými parciálními motivy, proto koncepce celku se často dotvářela v úzké spolupráci se střihačem a dramaturgem. Jeho filmem dominuje přítomnost tradice, jedinečnost momentu a věčnost přírody. Vyzdvihoval harmonii a jednotu člověka a přírody, přičemž často prolínal etnografické a sociální prvky.

## Emigrace
Po roce 1968 emigroval do Švýcarska a jeho díla byla stažena z distribuce. V exilu se věnoval filmařským a zejména fotografickým projektům. Náměty sbíral na svých cestách po Evropě, Předním Orientu, Americe a Africe, přičemž zůstal věrný přírodním motivům a horám. Své dílo mohl na Slovensku a v Česku představit až po roce 1989.

## Filmografie
- Zletová předehra v Tatrách (1947)
- Severní stěnou na Kriváň (1947)
- Na lyžích přes hřebeny Tater (1947)
- Oživená hlína (1949)
- Cesta k slunci (1949)
- Kdysi a dnes (1951)
- Výživa kojenců (1952)
- Květiny Tater (1954)
- Na ledovcích Mont Blancu (1956)
- Tatranský národní park (1958)
- Srdce Nízkých Tater (1959)
- Zachraňujeme miliony životů (1960)
- Píseň barev a tvarů (1960)
- Obrázky z Tater (1960)
- Dva beránka (1960)
- Expedice TANAP (1961)
- Kucan 1962 (1963)
- Stvořitelé (1964)
- Ždiarsky rekviem (1966)
- Čtyři dny Ludvíka Čonka (1967)
- Sena na Doščonke (1967)
- Obyčejné dřevo (1967)
- Mašinka (1967)
- Liparské ostrovy (1968)
- Sopky na Kanárských ostrovech (1969)
- Lanzarote (1969)
- Gran Canaria (1970)
- Vesnice svobodných Walsanov (1971)